# Achtel
Achtel je stará jednotka délky, hmotnosti a plošného obsahu.

## Délka
Používané v hornictví.
- Pruský achtel = 1/8 pruského látra = 10 lachterzoll = 100 prim = 1000 sekund = 26,175 cm[1]

## Plošný obsah
- Achtel (= rahen; plocha vinice) = 400 sáhů vídeňských čtvrtečních = 1/6 winegarten = 1/4 jitra vídeňského = 1 440 m²[1]

Wurttemberský achtel = 48 rute čtverečních = 394,0 m²

## Hmotnost
- Rakouský achtel = 1/256 pfund = 2,188g[2]